# 54e armée (Union soviétique)
Pour les articles homonymes, voir 54e armée.
La 54e armée est une armée de campagne de l'Armée rouge de l'Union soviétique déployée par les Soviétiques dans la lutte contre l'Allemagne nazie pendant la Seconde Guerre mondiale.

## Historique
L'unité est formé pour la première fois dans le district militaire de Léningrad en août 1941 et reste en service dans le secteur nord du front germano-soviétique jusqu'à la fin de 1944. 
Elle passe une grande partie de la guerre à tenter de briser le siège allemand de Léningrad, opération dans laquelle elle contribua à obtenir un succès partiel en janvier 1943 et un succès complet un an plus tard. Au cours de ces opérations, les soldats de la 54e armée servent sous les ordres de cinq commandants différents, notamment le colonel général Ivan Fediouninski au cours de l'hiver 1941-1942. 
Après avoir contribué à éloigner le groupe d'armées Nord de Léningrad et vers les États baltes au cours des neuf premiers mois de 1944, l'armée est jugée excédentaire par rapport aux besoins sur le front se rétrécissant et est officiellement dissoute en décembre 1944.

## Commandants
- Maréchal de l'Union soviétique Grigori Koulik (du 2 septembre 1941 au 25 septembre 1941) ;
- Lieutenant général Mikhaïl Khozine du 26 septembre 1941 au 26 octobre 1941 ;
- Major général Ivan Fediouninski du 27 octobre 1941 au 22 avril 1942 ;
- Major général Alexandre Soukhomline (en) du 22 avril 1942 au 11 mars 1943 ;
- Major général, à partir du 25 septembre 1943 lieutenant-général Sergueï Roguinski (ru) du 11 mars 1943 au 13 décembre 1944 ;